# Piscina de Moscú

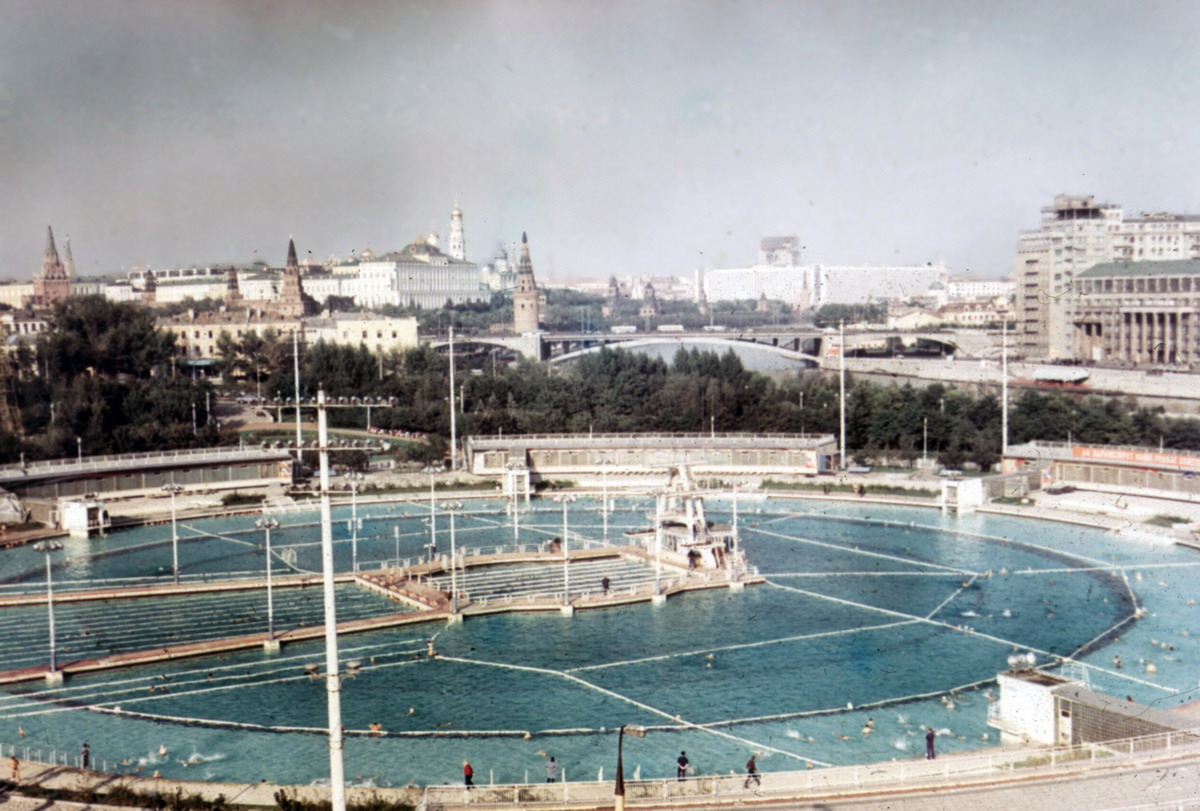
La piscina de Moscú en el año 1969

La Piscina de Moscú (también conocida como Piscina Moskvá) fue, durante un tiempo, la mayor piscina al aire libre del mundo.
Se construyó en Moscú (entonces Unión Soviética, hoy Rusia) en 1958 sobre los cimientos del abandonado Palacio de los Soviets, según los diseños del arquitecto moscovita Dmitry Chechulin. La construcción del Palacio de los Soviets había comenzado en 1937 y se abandonó en 1941, cuando el acero de los cimientos del edificio se utilizó para material bélico durante la Segunda Guerra Mundial. La construcción no se reanudó tras el fin de la guerra, y en 1958 los cimientos vacíos del Palacio de los Soviets se convirtieron en una piscina al aire libre que existió desde 1958 hasta 1994. En 1995 se restauró en su lugar la catedral de Cristo Salvador, demolida en 1931 por el régimen soviético para construir el Palacio de los Soviets.

## Características

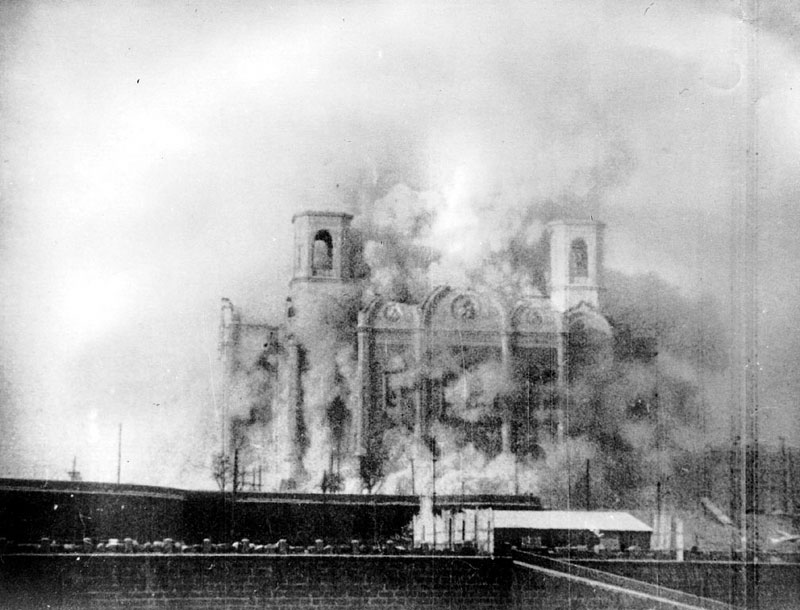
La demolición de la Catedral de Cristo Salvador en 1931

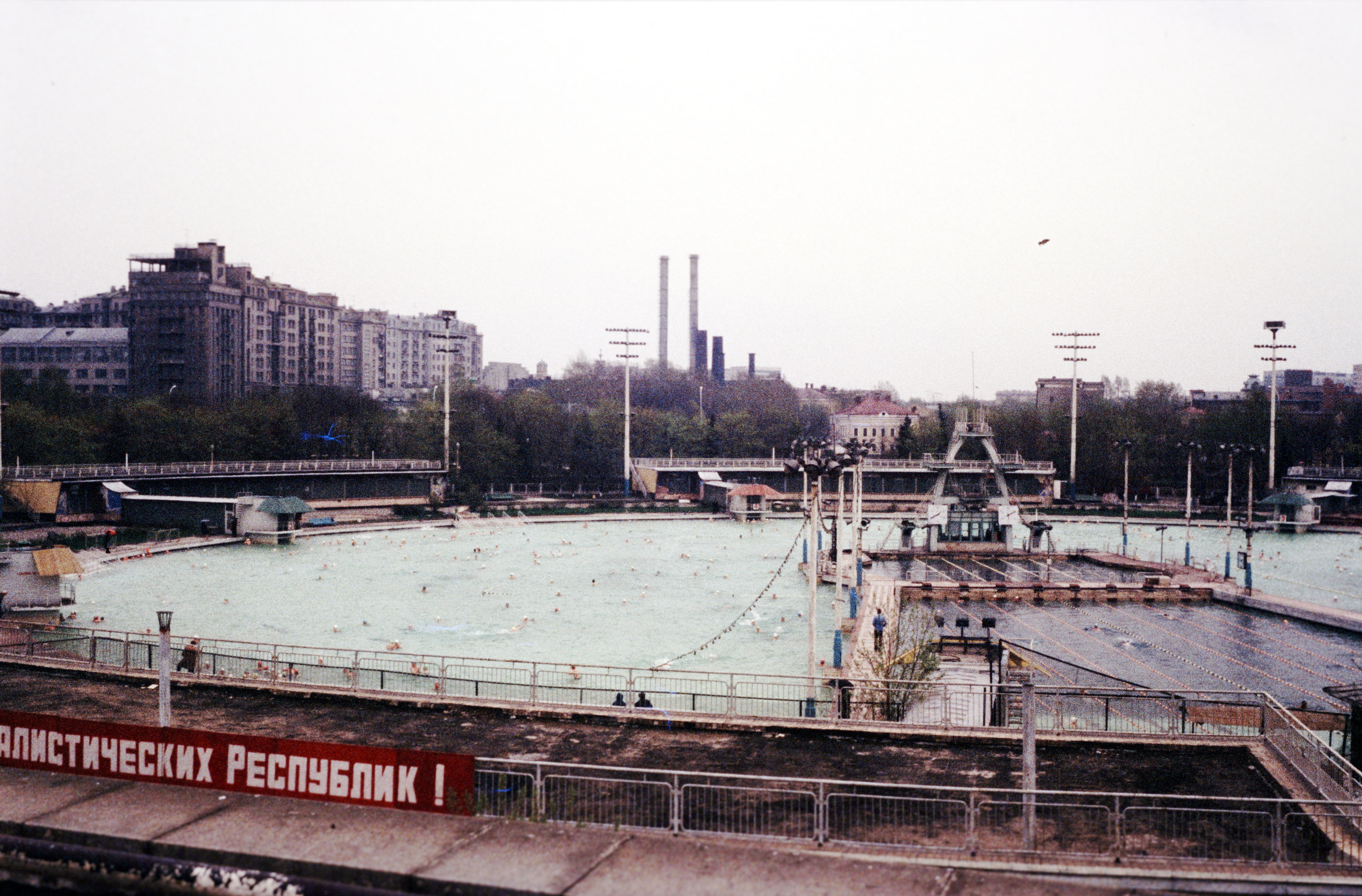
La piscina de Moscú en el año 1980

La Piscina de Mocú fue una estructura hidráulica circular artificial. El diámetro de la superficie del agua era de 130 m, la superficie era de 13 mil metros cuadrados, el volumen de agua era de 25 mil metros cúbicos. La capacidad de la piscina era de hasta 20 mil visitantes al día y hasta tres millones al año. Cerca de 24 millones de personas visitaron la piscina durante sus primeros diez años de funcionamiento.
La piscina funcionaba todo el año, recibiendo visitantes incluso con temperaturas de hasta -20 °C. La temperatura del agua se regulaba mediante un sistema de calefacción artificial y no bajaba de 18° y 22° en verano e invierno, respectivamente. Durante las estaciones frías, el agua se calentaba a 32-34 °C. Por razones de seguridad, no se permitía el uso de la piscina a temperaturas inferiores a -20°, ya que el denso y espeso vapor que cubría la superficie del agua dificultaba la observación de los bañistas y la labor de los socorristas. Existe la teoría de que la enorme zona de evaporación de la superficie del agua era la causa de la corrosión de los edificios vecinos.
El agua llegaba a la piscina desde el suministro de agua de la ciudad y se calentaba en una sala de calderas. Pasaba por filtros y se cloraba antes de ser suministrada. La instalación contaba con un laboratorio que comprobaba la calidad del agua.
La zona acuática de la piscina estaba dividida en secciones para la natación libre y el ejercicio, y su finalidad principal era la "natación recreativa masiva y el esparcimiento". La instalación albergaba grupos de natación terapéutica y recreativa para niños y adultos, natación sincronizada y grupos de waterpolo. Un sector deportivo con entrada independiente estaba equipado para el entrenamiento. La piscina deportiva estaba dividida en ocho calles y en el centro había un trampolín de 10 m de altura con posibilidad de saltar desde distintas alturas. El complejo también contaba con una casa de baños con sauna.
El diseño de la piscina exterior incluía el paisajismo y el embellecimiento de la zona circundante. El depósito de agua estaba rodeado por una playa de 11 metros de ancho con un terraplén de grava marina. Había cinco piscinas infantiles de poca profundidad, bancos y árboles que crecían en el lugar. Junto a la playa, había pabellones con cajeros, guardarropa y bufé, con capacidad para dos mil personas a la vez. Vendían y prestaban ropa de baño. Durante el invierno, las salidas de la piscina estaban conectadas a los pabellones por pasillos especiales. La profundidad de la piscina era originalmente de cuatro metros, pero debido al creciente número de ahogamientos, el fondo se cubrió de hormigón, elevándolo a una altura de 1,85 m.
La piscina se incluyó en el sistema de defensa civil de Moscú y en ella debía funcionar un punto de descontaminación durante las emergencias.

## Problemas
La gran superficie de evaporación generada por la enorme superficie de agua de la piscina era la causa de la corrosión de los edificios vecinos. En particular, los empleados del Museo Pushkin se quejaron de que la ubicación de la piscina al aire libre afectaba negativamente a la seguridad de los objetos expuestos.

## Cierre
La construcción de la piscina en un lugar del patrimonio cultural destruido provocó una reacción negativa del público moscovita. La expresión "Primero fue una iglesia [la Catedral], luego basura [el Palacio de los Soviets, sin construir], y ahora vergüenza [la piscina]" (ruso: Сперва был храм, потом - хлам, а теперь - срам., romanizado: Sperva byl khram, potom - khlam, a teper' - sram.) se convirtió en algo habitual.
En abril de 1988, surgió en Moscú un movimiento popular para restaurar la catedral de Cristo Salvador. En septiembre de 1989, se tomó la decisión de restaurarla en su antiguo emplazamiento, y un año después se colocó la primera piedra junto a la piscina. En 1991, la piscina de Moscú dejó de funcionar y estuvo abandonada durante tres años, aunque de hecho se admitieron nadadores en el verano de 1993; el 7 de enero de 1995 se colocaron los cimientos de la catedral.